# 347-я стрелковая дивизия
347-я стрелковая Мелитопольская Краснознамённая ордена Суворова дивизия (347-я сд) — воинское соединение Вооружённых Сил СССР, принимавшее участие в Великой Отечественной войне.
Войсковая часть полевая почта (В/Ч ПП) № 13376
Боевой период — 17 октября 1941 — 20 мая 1944 года и 1 июля 1944 — 9 мая 1945 года.

## История
Дивизия была сформирована на основании приказа Северо-Кавказского военного округа от 14 августа 1941 года. Формирование происходило в станице Саратовской Краснодарского края.
20 октября 1941 года сосредоточилась в районе станицы Кущёвская, где получила вооружение.  

### в Кавказской битве
В конце октября она вошла в состав 56-й армии Южного фронта и участвовала в Ростовских оборонительной и наступательной операциях. 19 ноября 1941 года двумя полками дивизия вышла на северную окраину Ростова, а одним полком к станицам Аксайская и Александровская. В тот же день она приняла первый бой.  
В ходе напряженных оборонительных боев на северной и северо-восточной окраинах г. Ростова-на-Дону 19 и 20 ноября ее части успешно отражали упорные атаки противника, уничтожив 30 танков и до трех батальонов пехоты. Лишь по приказу командования 21 ноября организованно, сохраняя боевые порядки и материальную часть, отошла на левый берег р. Дон. В ходе наступательной операции по освобождению г. Ростов-на-Дону с 27 на 28 ноября дивизия, наступавшая на второстепенном направлении, дивизия первой ворвалась в город. Командир полковник Н. И. Селивёрстов лично руководил захватом Нахичевани. Ввиду обозначившегося успеха, командование армии перенесло главный удар в полосу наступления дивизии. Эти решительные действия дивизии способствовали успеху всей операции. В дальнейшем ее части до 3 декабря наступали на таганрогском направлении, затем перешли к обороне на рубежи реки Самбек по линии Курлацкое, Приморская, где завязала позиционные бои с отборными частями бронетанковой группы генерал-фельдмаршала фон Клейста.
В течение зимы 1941/42 года дивизия находилась на этом рубеже, за 4 месяца активной обороны ее частями было уничтожено до 5000 немецких солдат и офицеров. С 12 апреля 1942 г. дивизия находилась в резерве Южного фронта.
С 17 июля она вновь вошла в 56-ю армию и участвовала в Донбасской оборонительной операции, в боях против частей танковой группы Клейста, наступавшей на Ростов и Новочеркасск.
С 21 по 25 июля 1942 года в составе войск Ростовского оборонительного района защищала г. Новочеркасск. С 29 июля дивизия вошла в 37-ю армию Северо-Кавказского фронта. Однако к этому времени противник форсировал р. Дон в нескольких местах и зашел далеко в тыл наших войск, в результате дивизия 30 июля оказалась в окружении. Получив по радио от штаба 37-й армии приказ о прорыве, полковник Н. И. Селиверстов в ночь на 2 августа сумел прорвать кольцо окружения в районе ст. Трубецкая и далее пробивался к своим войскам. К тому времени в дивизии оставалось около 5 000 бойцов и командиров. 2 августа дивизия вторично попала в окружении у с. Богородицкое Песчаноперекопского района, но на следующий день вновь прорвалась из кольца. В середине августа части дивизии сосредоточились в районе г. Грозный.
11 сентября приказом командующего Северной группой войск Закавказского фронта полковник Н. И. Селиверстов был отстранен от командования с преданием суду военного трибунала. С 8 октября 1942 года, в связи с прекращением дела, он был восстановлен в должности командира 347-й стрелковой дивизии.

### Бои за Крым
4, 5 февраля 1943 года подразделения дивизии в боях за освобождение села Новобатайское Ростовской области потеряли свыше 420 человек.
В 1943 году участвовала в боях за освобождение Мелитополя, за что 23 октября указанного года приказом верховного главнокомандующего была удостоена почётного названия «Мелитопольская».
Начало Крымской наступательной операции началось в апреле 1944 года. С марта 1944 года дивизия входила в состав 55-го СК 2-й Гв.А генерал-лейтенанта Захарова и занимала оборону на правом фланге армии. Утром 8 апреля после артподготовки наши войска перешли в наступление. Противник отходил на юг по дороге на Симферополь. Для его преследования были созданы подвижные отряды с танками, артиллерией и сау. Преследуя врага подвижный отряд 347-й сд овладел аэродромом в Симферополе и к утру 15 апреля вышел к р. Бельбек. Наши войска предприняли немедленную попытку преодолеть оборону противника на р.Бельбек и после упорных боев смогли вклиниться в нее.
27 апреля 1944 года за прорыв обороны противника на Перекопском перешейке дивизия была награждена Орденом "Красного Знамени".
В ночь на 28 апреля части 55-й ск (87, 347 сд, 33 гв.сд) сдавали свои позиции частям 13-го Гв.СК и перебрасывались на левый фланг армии в район Камышлы имея задачей наступать на Мекензиевы горы. Штурм Севастополя начался 5 мая. Противник оказывал ожесточенное сопротивление. Успех в частях 2-й Гв.А первый день был достигнут только на участке 347-й сд, вклинившейся до 1 км в оборону противника. Другие соединения армии встретили шквальный огонь артиллерии и минометов и их атака была сорвана. Потери дивизии составили 63 убитыми и 334 ранеными. 6 мая дивизия еще немного продвинулась вперед в районе Камышлы. Выделенные штурмовые группы уничтожили несколько гарнизонов дотов. Противник предпринимал яростные контратаки стремясь вернуть потерянные позиции. Однако наступление 2-й Гв.А пока не давало тех результатов на которые рассчитывало командование. Потери за 6 мая составили 45 убитых и 127 раненых. 7 мая продвижение наших войск было также минимальным - не более 300-500 м. За сутки было отбито 7 контратак противника. Бои доходили до рукопашных схваток. Лишь 8 мая совместными усилиями 2-й Гв.А и 51-й А оборона противника была прорвана. К вечеру дивизия вышла к р. Чёрная и форсировала ее. Немцы продолжали отходить в район Нефтяной гавани. Во второй половине 9 мая 1175-й сп ворвался на восточную окраину Севастополя и вышел к Южной бухте. 1177-й сп овладел Слободой Корабельной. К исходу 9 мая части дивизии заняли расположились на берегу около Павловского маяка. За 8-9 мая потери составили 15 убитыми и 49 ранеными. 
Указом Президиума Верховного Совета СССР от 24 мая 1944 года за образцовое выполнение заданий командования в боях за освобождение города Севастополя и проявленные при этом доблесть и мужество дивизия награждена Орденом Суворова II степени.
С 11 мая дивизия была выведена из Севастополя, а 26 мая началась погрузка в эшелоны для переброски на центральный участок фронта.
В июне дивизия находится в Резерве Ставки ВГК.

### Бои за Прибалтику
28 июля 1944 года дивизия завязала бой на юго-западной окраине Елгавы.
С июля 1944 года 347-я стрелковая Мелитопольская дивизия в составе 1-го гвардейского стрелкового корпуса 51-й армии 1-го Прибалтийского фронта, с сентября в составе 10-го стрелкового корпуса.
С 7 по 10 октября 1944 года, в боях западнее Шауляй и по выходе к берегу Балтийского моря, дивизия разгромила противника в полосе своего наступления и к 16 часам 10 октября главными силами вышла на берег моря, освободив при этом свыше 100 населённых пунктов, захватив пленных и большие трофеи.
В боях по прорыву обороны и овладению сильным опорным пунктом Калеты на Лиепайском направление с 23 по 27 января 1945 года, при наличие незначительной укомплектованности всех рот, дивизия сумела добиться тактического успеха. Прорвав несколько оборонительных рубежей, ворвалась в Калеты и овладела этим сильным опорным пунктом, нанеся противнику большой урон в живой силе и технике, захватив при этом пленных и трофеи. Противник пытался восстановить утерянный рубеж и предпринял контратаку с танками и самоходной артиллерией, атака была отбита и противник потерял 10 танков и самоходных орудий, а также много живой силы.
С марта 1945 года в составе 2-го Прибалтийского фронта, с апреля в составе Курляндской группы войск Ленинградского фронта.

## После войны
В мае 1946 года 347-я сд была сокращена до 36-й отдельной стрелковой бригады (выведена в Уральский военный округ).
Расформирована в 1947 году в УрВО.
В 1955 году 347-я стрелковая Мелитопольская Краснознаменная ордена Суворова II степени дивизия реорганизована в 52-ю мотострелковую дивизию. ?

## Полное наименование
347-я Мелитопольская стрелковая Краснознамённая ордена Суворова 2-й степени дивизия.

## Состав
- 1175-й Митавский стрелковый полк (Майкопский)
- 1177-й стрелковый полк (Анапский)
- 1179-й стрелковый полк (Нефтегорский)
- 907-й артиллерийский полк
- 21-й отдельный истребительно-противотанковый дивизион
- 571-й миномётный дивизион (до 11.10.1942)
- 406-й отдельная разведывательная рота
- 624-й отдельный сапёрный батальон
- 795-й отдельный батальон связи
- 743-я отдельная рота связи
- 429-й отдельный медико-санитарный батальон
- 422-я отдельная рота химической защиты
- 172-я автотранспортная рота
- 198-я полевая хлебопекарня
- 764-й дивизионный лазарет
- 599-я полевая почтовая станция
- 779-я полевая касса Государственного банка

## Награды
- 23 октября 1943 года — Почётное наименование «Мелитопольская» — присвоено приказом Верховного Главнокомандующего от 23 октября 1943 года за отличие в боях за освобождение города Мелитополь.
- 24 апреля 1944 года —  Орден Красного Знамени — награждена указом Президиума Верховного Совета СССР от 24 апреля 1944 года за образцовое выполнение боевых заданий командования при прорыве сильно укреплённой обороны противника на Перекопском перешейке и в озёрных дефиле на южном побережье Сиваша и проявленные при этом доблесть и мужество.[8]
- 24 мая 1944 года —  Орден Суворова II степени — награждена указом Президиума Верховного Совета СССР от 24 мая 1944 года за образцовое выполнение заданий командования в боях за освобождение города Севастополя и проявленные при этом доблесть и мужество.[9]

Награды частей дивизии:
- 1175-й стрелковый Митавский полк
- 1179-й стрелковый Краснознамённый[10] полк
- 907-й артиллерийский Краснознамённый[10] полк

## Командиры
- Селиверстов Николай Иванович (16 сентября 1941 — 11 сентября 1942), полковник.
- Скляров Сергей Фёдорович (12—15 сентября 1942), полковник.
- Замышевский Даниил Игнатьевич, (16—27 сентября 1942), подполковник.
- Селиверстов Николай Иванович (28 сентября 1942 — 8 мая 1943), генерал-майор.
- Юхимчук Александр Харитонович (9 мая 1943 — июнь 1945), генерал-майор.
- Тиханов, Пётр Яковлевич (ноябрь 1945 — май 1946), генерал-майор

## Подчинение
| Вышестоящие воинские части 347-й стрелковой дивизии в период Великой Отечественной войны | Вышестоящие воинские части 347-й стрелковой дивизии в период Великой Отечественной войны | Вышестоящие воинские части 347-й стрелковой дивизии в период Великой Отечественной войны | Вышестоящие воинские части 347-й стрелковой дивизии в период Великой Отечественной войны | Вышестоящие воинские части 347-й стрелковой дивизии в период Великой Отечественной войны |
| Дата                                                                                     | Фронт (округ)                                                                            | Армия                                                                                    | Корпус                                                                                   |                                                                                          |
| ---------------------------------------------------------------------------------------- | ---------------------------------------------------------------------------------------- | ---------------------------------------------------------------------------------------- | ---------------------------------------------------------------------------------------- | ---------------------------------------------------------------------------------------- |
| 01.10.1941 года                                                                          | Северо-Кавказский военный округ                                                          |                                                                                          |                                                                                          |                                                                                          |
| 01.11.1941 года                                                                          |                                                                                          | 56-я армия                                                                               |                                                                                          |                                                                                          |
| 01.12.1941 года                                                                          | Южный фронт                                                                              | 56-я армия                                                                               |                                                                                          |                                                                                          |
| 01.05.1942 года                                                                          | Южный фронт                                                                              |                                                                                          |                                                                                          |                                                                                          |
| 01.08.1942 года                                                                          | Северо-Кавказский фронт                                                                  | 37-я армия                                                                               |                                                                                          |                                                                                          |
| 01.09.1942 года                                                                          | Закавказский фронт (Северная группа войск)                                               |                                                                                          |                                                                                          |                                                                                          |
| 01.10.1942 года                                                                          | Закавказский фронт                                                                       |                                                                                          |                                                                                          |                                                                                          |
| 01.11.1942 года                                                                          | Закавказский фронт                                                                       | 9-я армия                                                                                |                                                                                          |                                                                                          |
| 01.12.1942 года                                                                          | Закавказский фронт                                                                       | 44-я армия                                                                               |                                                                                          |                                                                                          |
| 01.02.1943 года                                                                          | Северо-Кавказский фронт                                                                  | 44-я армия                                                                               |                                                                                          |                                                                                          |
| 01.03.1943 года                                                                          | Южный фронт                                                                              | 44-я армия                                                                               |                                                                                          |                                                                                          |
| 01.08.1943 года                                                                          | Южный фронт                                                                              | 28-я армия                                                                               |                                                                                          |                                                                                          |
| 01.09.1943 года                                                                          | Южный фронт                                                                              | 28-я армия                                                                               | 37-й стрелковый корпус                                                                   |                                                                                          |
| 01.10.1943 года                                                                          | Южный фронт                                                                              | 28-я армия                                                                               |                                                                                          |                                                                                          |
| 01.11.1943 года                                                                          | 4-й Украинский фронт                                                                     | 28-я армия                                                                               | 37-й стрелковый корпус                                                                   |                                                                                          |
| 01.12.1943 года                                                                          | 4-й Украинский фронт                                                                     | 51-я армия                                                                               |                                                                                          |                                                                                          |
| 01.01.1944 года                                                                          | 4-й Украинский фронт                                                                     | 51-я армия                                                                               | 55-й стрелковый корпус                                                                   |                                                                                          |
| 01.03.1944 года                                                                          | 4-й Украинский фронт                                                                     | 2-я гвардейская армия                                                                    | 55-й стрелковый корпус                                                                   |                                                                                          |
| 01.06.1944 года                                                                          | Резерв Ставки ВГК                                                                        | 51-я армия                                                                               | 1-й гвардейский стрелковый корпус                                                        |                                                                                          |
| 01.07.1944 года                                                                          | 1-й Прибалтийский фронт                                                                  | 51-я армия                                                                               | 1-й гвардейский стрелковый корпус                                                        |                                                                                          |
| 01.09.1944 года                                                                          | 1-й Прибалтийский фронт                                                                  | 51-я армия                                                                               | 10-й стрелковый корпус                                                                   |                                                                                          |
| 01.03.1945 года                                                                          | 2-й Прибалтийский фронт                                                                  | 51-я армия                                                                               | 10-й стрелковый корпус                                                                   |                                                                                          |
| 01.04.1945 года                                                                          | Ленинградский фронт                                                                      | 51-я армия                                                                               | 10-й стрелковый корпус                                                                   |                                                                                          |

## Атрохов Георгий Павлович,сержант,командир отделения 1177-стрелкового полка
- Белоусов, Михаил Игнатьевич, лейтенант, командир взвода 1179-го стрелкового полка.
- Гнитиенко, Василий Платонович, сержант, командир пулемётного отделения 1175-го стрелкового полка.
- Мищенко, Иван Васильевич, красноармеец, стрелок 1177-го стрелкового полка.
- Синицин, Фёдор Семёнович, лейтенант, командир взвода 1179-го стрелкового полка.
- Ткачёв, Иван Леонтьевич, старший сержант, старшина стрелковой роты 1179-го стрелкового полка.
- Быков Анатолий Николаевич, командир первого стрелкового батальона 1179-го полка, погиб в боях за село Новобатайское

## Память
- В Новобатайской школе № 9 существует музей дивизии, в селе установлен мемориал погибшим воинам Советской Армии.
- В Ставрополе имеется улица 347-й Стрелковой дивизии.